# Liste der Staatsoberhäupter 1801
Übersicht
◄◄ | ◄ | 1797 | 1798 | 1799 | 1800 | Liste der Staatsoberhäupter 1801 | 1802 | 1803 | 1804 | 1805 | ► | ►►

Weitere Ereignisse

## Afrika
- Äthiopien
  - Kaiser: Demetrios (1799–1800 und 1800–1801)
  - Kaiser: Egwala Seyon (1801–1818)

- Burundi
  - König: Ntare IV. Rugamba (ca. 1796–ca. 1850)

- Dahomey
  - König: Adandozan (1797–1818)

- Marokko (Alawiden-Dynastie)
  - Sultan: Mulai Sulaiman (1792–1822)

- Tunesien (Husainiden-Dynastie)
  - Sultan: Hammuda Bey (1782–1814)

## Amerika

### Angloamerika
- Vereinigte Staaten von Amerika
  - Staats- und Regierungschef:
    - Präsident John Adams (1797–4. März 1801)
    - Präsident Thomas Jefferson (4. März 1801–1809)

### Lateinamerika
- Vizekönigreich Brasilien
  - Vizekönig: José Luís de Castro (1790–1801)
  - Vizekönig: Fernando José de Portugal e Castro (1801–1806)

- Vizekönigreich Neugranada
  - Vizekönig: Pedro Mendinueta y Múzquiz (1797–1803)

- Vizekönigreich Neuspanien
  - Vizekönig: Félix Berenguer de Marquina (1800–1803)

- Vizekönigreich Peru
  - Vizekönig: Ambrosio O’Higgins (1796–1801)
  - Vizekönig: Manuel Arredondo y Pelegrín (1801)
  - Vizekönig: Gabriel de Avilés (1801–1806)

- Vizekönigreich des Río de la Plata
  - Vizekönig: Gabriel de Avilés (1799–1801)
  - Vizekönig: Joaquín del Pino Sánchez de Rojas (1801–1804)

## Asien
- Abu Dhabi
  - Scheich: Shakhbut bin Dhiyab (1793–1816)

- Afghanistan
  - König: Mahmud Schah Durrani (1801–1803) (1809–1818)

- China (Qing-Dynastie)
  - Kaiser: Jia Qing (1796–1820)

- Japan
  - Kaiser: Kokaku (1780–1817)
  - Shōgun (Tokugawa): Tokugawa Ienari (1786–1837)

- Korea (Joseon)
  - König: Sunjo (1800–1834)

- Persien (Kadscharen-Dynastie)
  - Schah: Fath Ali (1797–1834)

- Thailand
  - König: Rama I. (1782–1809)

## Europa
- Andorra
  - Co-Fürsten:
    - König von Frankreich: vakant (1792–1804)
    - Bischof von Urgell: Francesc Antoni de la Dueña y Cisneros (1797–1816)

- Dänemark und Norwegen
  - König: Christian VII. (1766–1808)

- Frankreich
  - 1. Konsul: Napoléon Bonaparte (1799–1804) (1804–1814 Kaiser)

- Großbritannien und Irland (1801 Vereinigung der Königreiche Großbritannien und Irland zum Vereinigten Königreich)
  - Staatsoberhaupt: König Georg III. (1760–1801) (1801–1820 König des Vereinigten Königreichs, 1760–1806 Kurfürst von Braunschweig-Lüneburg,  1814–1820 König von Hannover)
  - Regierungschef:
    - Premierminister Henry Addington (1801–1804)

- Heiliges Römisches Reich
  - König und Kaiser: Franz II. (1792–1806)
    - Böhmen und Österreich
      - König und Erzherzog Franz Joseph Karl (1792–1835), seit 1804 Kaiser

    - Brandenburg
      - Kurfürst Friedrich Wilhelm III. (1797–1840)

  - geistliche Reichsfürsten
    - Hochstift Augsburg
      - Bischof: Clemens Wenzeslaus von Sachsen (1768–1803) (1768–1801 Erzbischof von Trier, 1763–1768 Bischof von Freising, 1763–1768 Bischof von Regensburg, 1787–1802 Propst von Ellwangen, 1768–1794 Abt von Prüm)

    - Hochstift Bamberg
      - Bischof: Christoph Franz von Buseck (1795–1802)

    - Hochstift Basel
      - Bischof: Bischof: Franz Xaver von Neveu (1794–1803)

    - Fürstpropstei Berchtesgaden
      - Propst: Joseph Konrad von Schroffenberg-Mös (1780–1803) (1789–1802/03 Bischof von Freising, 1790–1802/03 Bischof von Regensburg)

    - Hochstift Brixen
      - Bischof: Karl Franz von Lodron (1791–1803)

    - Hochstift Chur (Territorium 1648 eidgenössisch, Bischof Reichsstand ohne unmittelbares Land)
      - Bischof: Karl Rudolf von Buol-Schauenstein (1793–1803)

    - Hochstift Corvey
      - Bischof: Ferdinand von Lüninck (1794–1803)

    - Balleien des Deutschen Ordens
      - Hochmeister: Maximilian Franz von Österreich (1780–1801) (1784–1801 Erzbischof von Köln, 1784–1801 Bischof von Münster)
      - Hochmeister: Karl von Österreich-Teschen (1801–1803)

    - Hochstift Eichstätt
      - Bischof: Joseph von Stubenberg (1790–1802)

    - Fürstpropstei Ellwangen
      - Propst: Clemens Wenzeslaus von Sachsen (1787–1802) (1768–1801 Erzbischof von Trier, 1763–1768 Bischof von Freising, 1763–1768 Bischof von Regensburg, 1768–1794 Abt von Prüm)

    - Hochstift Freising
      - Bischof: Joseph Konrad von Schroffenberg-Mös (1789–1802/03) (1790–1802/03 Bischof von Regensburg, 1780–1803 Propst von Berchtesgaden)

    - Abtei Fulda
      - Bischof: Adalbert von Harstall (1789–1802)

    - Hochstift Hildesheim
      - Bischof: Franz Egon von Fürstenberg (1789–1802) (1789–1802  Bischof von Paderborn)

    - Fürststift Kempten
      - Abt: Castolus Reichlin von Meldegg (1793–1803)

    - Hochstift Konstanz
      - Bischof: Karl Theodor von Dalberg (1799–1803) (Großherzog von Frankfurt 1810–1813, Fürst von Aschaffenburg 1803–1810, Fürst von Regensburg 1803–1810, Erzbischof von Mainz 1802–1803, Bischof von Worms 1802–1803)

    - Hochstift Lübeck (1555–1803 evangelische Administratoren)
      - Bischof: Peter Friedrich Ludwig von Oldenburg (1785–1803) (1785–1823 Regent von Oldenburg, 1823–1829 Herzog von Oldenburg)

    - Hochstift Lüttich
      - Bischof: Franciscus-Antonius de Méan (1792–1801)

    - Hochstift Münster
      - Bischof: Maximilian Franz von Österreich (1784–1801) (1784–1801 Erzbischof von Köln, 1780–1801 Hochmeister des Deutschen Ordens)

    - Hochstift Osnabrück (1662–1802 abwechselnd katholische und lutherische Bischöfe)
      - Bischof: Friedrich August von Hannover und Albany (1764–1802)

    - Hochstift Paderborn
      - Bischof: Franz Egon von Fürstenberg (1789–1802) (1789–1802  Bischof von Hildesheim)

    - Hochstift Passau
      - Bischof: Leopold Leonhard von Thun und Hohenstein (1796–1803)

    - Hochstift Regensburg
      - Bischof: Joseph Konrad von Schroffenberg-Mös (1790–1802/03) (1789–1802/03 Bischof von Freising, 1780–1803 Propst von Berchtesgaden)

    - Erzstift Salzburg
      - Erzbischof: Hieronymus von Colloredo (1772–1803)

    - Hochstift Speyer
      - Bischof: Philipp Franz Wilderich Nepomuk von Walderdorf (1797–1802)

    - Hochstift Straßburg
      - Bischof: Louis René Édouard de Rohan-Guéméné (1779–1803)

    - Hochstift Trient
      - Bischof: Emanuel Josef Maria Peter von Thun-Hohenstein (1800–1803)

    - Hochstift Worms
      - Bischof: Friedrich Karl Joseph von Erthal (1774–1802) (1774–1802 Erzbischof von Mainz)

    - Hochstift Würzburg
      - Bischof: Georg Karl von Fechenbach (1795–1802)

  - weltliche Reichsfürsten
    - Anhalt
      - Anhalt-Bernburg
        - Fürst: Alexius Friedrich Christian (Anhalt-Bernburg) (1796–1834) (ab 1807 Herzog)

      - Fürstentum Anhalt-Dessau
        - Fürst: Leopold III. Friedrich Franz (1751–1817) (1751–1758 unter Vormundschaft) (ab 1807 Herzog)

      - Fürstentum Anhalt-Köthen
        - Fürst: August Christian (1789–1812) (ab 1806 Herzog)

    - Arenberg
      - Herzog: Ludwig Engelbert (1778–1803)

    - Baden
      - Markgraf: Karl Friedrich (1771–1803) (1738–1746 unter Vormundschaft) (1738–1771 Markgraf von Baden-Durlach, 1803–1806 Kurfürst von Baden, 1806–1811 Großherzog von Baden)

    - Braunschweig-Wolfenbüttel
      - Herzog: Karl Wilhelm Ferdinand (1780–1806)

    - Hessen-Darmstadt
      - Landgraf: Ludwig X. (1790–1830) (ab 1806 Großherzog)

    - Hessen-Kassel
      - Landgraf: Wilhelm IX. (1785–1806, 1814–1821) (ab 1803 Kurfürst)

    - Hohenzollern-Hechingen
      - Fürst: Hermann (1798–1810)

    -  Hohenzollern-Sigmaringen
      - Fürst: Anton Aloys (1785–1831)

    - Oldenburg
      - Herzog Peter Friedrich Ludwig (1785–1829)

    - Württemberg
      - Herzog: Friedrich II. (1797–1816), seit 1803 Kurfürst, seit 1806 König

- Italienische Staaten
  - Kirchenstaat
    - Papst: Pius VII. (1800–1823)

  - Neapel
    - König: Ferdinand IV. (1759–1806)

  - San Marino
    - Capitani Reggenti: Giuseppe Mercuri und Pier Vincenzo Giannini (1800–1801)
    - Capitani Reggenti: Giuliano Belluzzi und Marino Bertoni (1801)
    - Capitani Reggenti: Mariano Begni und Antonio Capicchioni (1801–1802)

  - Sardinien
    - König: Carlo Emanuele IV. (1796–1802)

  - Savoyen
    - Herzog: Carlo Emanuele IV. (1796–1819)

  - Sizilien
    - König: Fernando I. (1759–1825)

  - Toskana
    - Großherzog: Ferdinand III. (1790–1801, 1814–1824)

- Montenegro (unter osmanischer Suzeränität)
  - Fürstbischof (Vladika): Petar I. Petrović-Njegoš (1782–1830)

- Osmanisches Reich
  - Sultan: Selim III. (1789–1807)

- Portugal
  - Königin: Maria I. (1777–1816) (1792 entmündigt) (1815–1816 Königin von Brasilien)
  - Regent: Johann Herzog von Braganza (1792–1816) (1816–1826 König von Portugal, 1815–1816 Regent von Brasilien, 1816–1822 König von Brasilien)

- Preußen
  - König: Friedrich Wilhelm III. (1797–1840) (1797–1806 Kurfürst von Brandenburg)

- Russland
  - Kaiser: Paul I. (1796–1801) (1762–1773 Herzog von Holstein-Gottorf)
  - Kaiser: Alexander I. (1801–1825)

- Schweden
  - König: Gustav IV. Adolf (1792–1809)

- Spanien
  - König: Karl IV. (1788–1808)

- Ungarn
  - König: Franz I. (1792–1835) (1792–1806 Kaiser, 1792–1835 König von Böhmen, 1815–1835 König von Lombardo-Venetien, 1792–1797 und 1799–1800 Herzog von Mailand, 1792–1804 Erzherzog von Österreich, 1804–1835 Kaiser von Österreich)

- Walachei (unter osmanischer Oberherrschaft)
  - Fürst: Alexandru Moruzi (1793–1796, 1799–1801) (1792, 1802–1806, 1806–1807 Fürst der Moldau)
  - Fürst: Mihai Șutu (1783–1786, 1791–1793, 1801–1802) (1792–1795 Fürst der Moldau)

- Vereinigtes Königreich
  - Staatsoberhaupt: König Georg III. (1801–1820) (1760–1801 König von Großbritannien und Irland, 1760–1806 Kurfürst von Braunschweig-Lüneburg,  1814–1820 König von Hannover)
  - Regierungschef:
    - Premierminister William Pitt der Jüngere (1783–1801, 1804–1806)
    - Premierminister Henry Addington (1801–1804)

## Ozeanien und Pazifik
- Hawaii
  - König: Kamehameha I. (1795–1819)